# 르네상스 연극
연극사상 르네상스기에 해당되는 시기는 종교극 혹은 비속한 희극에 대하여 고대 그리스·로마의 연극을 부활시키고, 정신적으로 인간중심의 연극이 되고 형식상으로도 고대극의 영향을 받은 국민연극이 유럽 각국에서 형성되었던 시기로 16-17세기경을 말한다. 당시 이탈리아·스페인·영국·프랑스 등을 전후하여 활발하게 발전했다.

## 이탈리아

### 목가극
당시의 이탈리아에서는 세네카의 영향을 볼 수 있는 인문주의적 연극(특히 비극)이나 가톨릭교회, 특히 학교에서 라틴어 학습을 위해 보존되고 있던 로마 희극, 나아가서는 15세기 후반부터 시작되어 16세기 말에 대유행을 한 목가극 등의 장르도 존재했다. 특히 목가극은 이 시기에 창조된 장르로 베르길리우스의 <농경시>의 대화화에서 시작되었으며, 대개는 전원을 배경으로 하는 젊은 남녀 양치기들의 사랑과 시련을 소재로 했다. 줄거리는 황당무계하나 거기에는 어떤 종류의 심리적 상징주의를 볼 수 있으며, 꿈의 세계, 연애심리의 분석, 추상적이긴 하나 우아한 인간성을 묘사했다. 그리고 프랑스·영국을 비롯한 전 유럽에 파급되고 목가소설과 함께 연극사와 문학사상에까지 무시 못할 발자취를 남겨놓았다.

## 스페인

### 코메디아 이전
7세기부터 15세기까지의 에스파냐는 사라센 세력과 싸움을 했던 시기였으므로 가톨릭교와 국왕에의 충성이라는 관념이 중세적인 형태로 보존되고 봉건적인 색채를 남기면서도 절대왕정의 번영기로 돌입하고 있었다. 에스파냐인의 국민적 자각은 이 특수한 정세 아래 성립했다. 그러므로 당시의 연극은 종교적인 색채가 강할 뿐만 아니라 야외상연으로 중세적 색채를 더욱 짙게 띠고 있다. 거기에 덧붙여 에스파냐적 열광이라는 특징이 있다.
에스파냐 연극의 아버지로 불리는 환 델 엔시나(1469?-1529?)의 <에글로가스(牧歌)>는 드라마풍의 대화로 양치기와 천사가 주요인물이며 중세 성탄제극의 변형이라 하겠다. 그 후 미모스(momos), 즉 가면을 쓴 발레와 파스토라레스(목가극)가 행해졌으나 배우는 빈약한 장비로 도시나 지방을 순회했다. 바르톨로메 데 토르레스 나아로(1521년 사망)의 희곡집 <프로팔라디아>(1517)의 서문은 호라티우스를 따른 5막 형식 등의 연극론이나, 희극과 비극의 구별은 작품면에서 전혀 무시되고 있었다. <하인의 식당> <세라피나> <라 이메네아> 등의 작품이 있고, 특히 마지막 것은 후대의 에스파냐극에서 한 특색이 된 '외투와 칼의 희곡'의 효시라고 하겠다. 이러한 연극은 대도시의 건물 안뜰에서 거행되었으며 상연 때는 소란하기 짝이 없었다고 한다.

### 코메디아의 탄생과 로페 데 베가
로페 데 루에다(1510?-1565)는 이러한 실정에 대한 교회의 간섭과 귀족의 보호로부터 연극을 해방시키려고 했다. 이어 환 데 라 쿠에바(?-1610?)에 의해 에스파냐 코미디의 방향이 결정되었다. 4막 구성으로, 문체의 운율은 잡다해도 된다고 했으며, 3일치(三一致)의 규칙은 오늘의 기호에 적합하지 않다고 하여 무시하고, 자기 나라의 연대기나 사시(史詩)에서 제재를 구하는 태도를 내세웠다. <사모라의 포위> <베르나르도 엘카르피오> 등이 그의 민족사극에서 대표작이라 하겠다.
에스파냐의 르네상스 연극은 로페 페릭스 데 베가 카르피오(Lope Felix de Vega Carpio, 1562-1635)에 의해 참된 황금시대의 막이 열린다. 그의 생애 자체가 사랑과 모험으로 가득찬 것이나 그 작품의 양도 매우 방대하여 소설·산문·시를 제외한다 해도 코메디아 1,800편, '아우토스 사크라멘토스(聖餐神秘劇)'는 400편을 헤아린다. 그리고 후자는 극적요소가 강한 1막물의 음악극으로서 성서나 성인전(聖人傳)에서 제재를 구한 종교극의 일종이다. 그는 만년에 성직을 가졌으므로 신자의 고해를 듣고 인심의 미묘한 움직임에 통달했다고 하나 선천적인 재능도 놀라운 것이었다. 특히 쿠에바를 선구로 하는 민족사극의 장르, '외투와 칼의 희극'으로 불리는 변화무쌍하고 경쾌한 연애극에 뛰어났으며, 심리면에서도 격렬한 정조관념·명예·체면이라는 관념의 도입, 그라시오소라고 불리는 경구(警句)를 지껄이는 단역의 배치, 극의 중심에 대한 여성의 배치 등 작극술적 면에서 많은 독창성을 보였다. 그의 <현대 희극 신작법>(1609)이라는 연극이론은 귀중한 자료라고 하겠다. 변화를 구하기 위해 비극·희극의 혼합을 주장하고 3일치의 법칙은 줄거리의 일치만을 필요로 하며 인물묘사는 자연을 따라 해야 하고 자연스런 말씨를 중시하라고 주장한다. 3막 구성으로, 3막의 중간쯤에 클라이맥스를 설정, 운율은 장면에 따라 변화시킨다고 하는 수법도 코메디아의 특색을 이룬다. 내용적으로는 명예·체면에 대한 감정을 모티브로 하라고 권했다.

### 몰리나와 동시대의 작가
<세비야의 난봉꾼과 석상의 초대>로 불후의 문학적 인간상 돈환을 창조한 티르소 데 몰리나(Tirso de Molina, 1571?-1648)도 베가와 마찬가지로 성직자였으며, <여자의 지혜> <불신지옥(不信地獄)>등 400편의 작품을 남겼다. 그 밖에 귈렌 데 카스트로(Guillen de Castro, 1569-1631)는 <젊은날의 엘 시드> 및 속편 <엘 시드의 무훈(武勳)>으로 훗날 코르네유에게 <르 시드>의 오리지널을 제공했으며, 환 루이스 데 알라르콘(Juan Ruiz de Alarcon, 1580-1639)의 <의심스런 진실>은 역시 코르네유의 <거짓말쟁이 사내>의 오리지널이 되었다. 이 밖에 프란시스코 데 로하스소리아(1607-1648), 아구스틴 모레토 이 카바냐(1618-1669) 등 명장(明匠)이라고 할 만한 작가도 있다.

### 칼데론
황금세기의 마지막을 장식하는 사람은 페드로 칼데론 데라바르카(Pedro Calderon de la Barca, 1600-1681)이다. 그는 베가와 함께 스페인 코미디의 쌍벽이라 하겠으나, 작품의 다양성, 분방한 창의라는 점에서는 베가나 티르소에 미치지 못한다. 그의 본령(本領)은 무대효과의 심원함과 운문의 서정미에 있다. 주요한 모티프는 국왕에의 충성, 가톨릭 교회에의 절대귀의, 극단적인 체면감정, 정조관념의 고양(高揚) 등 네 가지 점이라 하겠으며, 그것이 한계가 되어 있는 <살라메라의 촌장(村長)> <인생의 꿈> 등이 대표작으로서 아우토스 사크라멘토스(聖餐神秘劇)로는 제1인자였다. 칼데론의 이름은 상류계급에 떨쳤으며 그 영향은 19세기의 독일 낭만파에 미친다.

### 코메디아의 상연 형태
코메디아의 상연 장소로는 16세기 말에 마드리드, 발렌시아, 세비야 등에 상설극장이 있어 건물의 안뜰 한쪽에 무대가 설치되고 그것을 둘러싼 3방향의 집 창을 통해서 귀족들이 관람했으며, 무대 정면에 민중의 벤치가 있었다. 무대장치는 엉성하고 간략했으며 막은 없고, 막간(幕間)이 되면 무대를 비워둔 채 잠시 시간이 흐르기를 기다리거나 대화로 알리거나 했다. 다만 의상은 매우 화려하여, 자기가 좋아하는 여배우의 옷차림에 가산을 탕진한 자도 있었다. 그러나 시대고증이나 지방색의 배려는 전혀 없었다. 극단의 배우로서는 가란(젊은이), 다아마(귀부인), 바르바(수염)라고 부르는 노인역, 감시역의 두에니야(老女), 미남인 그라시오소, 여기에 하인·하녀·농부 등의 역할이 고정되어 있었다. 여배우의 등장은 16세기 말 이후로, 그 이전에는 소년이 여자 역할을 맡았다.

## 영국

### 영국의 르네상스 연극
16세기 초~중엽에 걸쳐 한편에서는 중세 종교극의 전통을 계승하고, 다른 한편에서는 이탈리아·프랑스 등 대륙에서 옮겨온 르네상스 문화의 신·구를 포함한 모든 요소를 흡수하면서 서서히 순수연극에의 확립으로 향하고, 말로가 활약하는 1580년까지는 희극·비극·사극(史劇)·희비극 등 각 장르가 제각기 독자적인 발전을 이룩하여 셰익스피어를 정점으로 하는 엘리자베스 왕조 연극에서 훌륭하게 개화했다.

### 영국의 르네상스 희극
우선 희극은 도덕극에서 파생한 인터루드(幕間：코믹)의 흐름을 따르는 자기 나라의 전통과 플라우투스나 테렌티우스의 로마 고전극, 아리오스토의 이탈리아 희극 등 외래연극의 영향을 받아 가장 순조롭게 발전했다. 그 싹은 1530년대, 예컨대 존 헤이웃의 <4명의 Ｐ>와 같은 도덕극보다도 세속화한 오락성이 강한 막간(幕間) 코믹에서 발견되나, 영국 최초의 본격적 희극인 <레이프 로이스타 도이스타>(니콜라스 유달 作, 1553년경 상연, 1566년 출판)나 <거튼 할머니의 바늘>(작자 불명, 1566년 케임브리지 대학 상연, 1575년 출판)은 고전극의 5막형식을 갖추면서도 일상의 서민생활, 농촌의 풍물에 뿌리를 박은 토착의 희극성을 창조한 것이었고, 또한 아리오스토의 희극을 번안한 <어림짐작>(조지 갸스코인 作, 1566년 法學院에서 상연)은 새로운 형식을 시도한 최초의 영어산문 희극으로서, 어느 것이나 모두 릴리를 비롯한 엘리자베스 왕조 희극의 초석을 이룬 것이다.

### 영국의 르네상스 비극
비극은 아직 영국 자체의 전통을 지니지 못하고 오로지 고전극의 모방에서 출발하였으며, 특히 세네카의 영향을 최대로 받아 엘리자베스 왕조 연극의 융성을 가져다 주는 원동력이 되었다. 영국 고대사에서 취재한 <고보더크>(토머스 노튼과 토머스 새크빌의 합작, 1561년에 法學院, 다음해에는 궁중에서 상연)는 1560년대의 세네카풍 유혈비극의 걸작일 뿐만 아니라 무운시(無韻詩)를 사용한 최초의 본격적 비극으로서 연극시적 가치가 있고 <리어왕>에도 적지 않은 영향을 주었으나, 영역(英譯) <세네카 비극집(悲劇集)>(1581)의 간행을 계기로 하여 세네카풍 비극의 유행은 1580년대에 절정에 달했으며, 토머스 키드(Thomas Kyd)의 <스페인 비극>이나 말로, 셰익스피어 초기의 비극, 나아가서는 마스턴, 존 웹스터, 타아너 등 후대의 비극에까지 깊이 침투해 갔다.

### 영국의 르네상스 사극
비극과 병행하면서 독자적인 발전을 계속한 것이 각종의 영국 편년사(編年史)에서 취재한 연대사극(年代史劇)이다. 일찍이 1540년대에 존 베일의 <존 왕>에서 그 싹을 볼 수 있으며, 홀의 사서(史書) <랭카스터, 요크 양가(兩家)의 통합>(1548)이나 호린셰드의 <연대기(年代記)>(1586)에 자극을 받은 국민의식의 자각과 역사에 대한 관심, 나아가서는 스페인 무적함대의 전멸(1588)에 의한 국위앙양·애국심의 진전과 함께 이 장르의 인기는 1590년대에 급속히 높아져 피일의 <에드워드 1세>, 말로의 <에드워드 2세>를 비롯하여 셰익스피어의 독자적인 역사극이 속출했다.

### 영국의 르네상스 희비극과 기타
사극과 함께 영국의 독특한 장르로서 주목되는 희비극은 토착의 전통과 고전극의 영향을 혼합하면서 1560년대부터 발달하여 셰익스피어의 만년, 보먼트와 플레처에 의해서 전성기를 맞았다. 이 밖에 중세 종교극이나 궁정 가면극도 지류이긴 하나 17세기 초엽까지 계속했듯이 르네상스의 영국 연극은 중세 연극과 명확하게 구별되는 것이 아니라 일반적인 르네상스 문화의 특징과 마찬가지로 신·구(新舊) 두 요소의 혼합, 자기 나라의 전통과 외래물과의 공존, 귀족성과 시민성의 융합 등 복잡한 다면성을 지니는 것이었다. 전문적 극장이 설립되기 이전, [[라틴어]를 필수로 하고 고전극의 연구가 왕성했던 학교·대학·법학원·궁정 등에서 상연된 초기의 희극·비극이 상류계급이나 인텔리 취향이었음에 반하여 대중 앞에서 상연되었던 연대사극·후기비극은 일반 대중의 기호를 직접 반영한 것이었다. 귀족에서 도제(徒弟)까지 모든 계층을 통하여 연극 애호열이 높았던 엘리자베스 왕조 연극, 그 대표인 셰익스피어극에서 이와 같은 종합적인 특질을 가장 두드러지게 찾아볼 수 있다.

## 프랑스

### 프랑스의 르네상스 연극
15세기 말엽에 프랑스에 도입된 인문주의는 궁전 및 귀족을 중심으로 하는 새 지식인에게 침투했다. 그들은 비속화하면서도 여전히 민간에 잔존했던 중세 연극을 부정하고 고대를 모방한 새 연극을 대망했다. 1548년에 고등법원의 성사극(聖史劇) 상연금지가 아무런 반대도 받지 않았음은 이 때문인 것이다.

### 프랑스의 르네상스 비극
개신교인이나 그들을 지지한 사람들은 중세극이 가지고 있던 가톨릭 정신에 반발하였기 때문에, 성경에 근거한 비극을 쓰려는 움직임이 보이는 테오도르 드 베이즈(1519-1605)의 <희생을 바치는 아브라함>(1550) 이외에는 볼 만한 작품이 없다. 롱사르는 스스로 아리스토파네스를 프랑스어로 번역, 1549년에 상연시켰고, 고대를 모범으로 하면서도 프랑스어의 비극을 쓰도록 권장했으며 바이프나 레미 벨로는 로마극 및 이를 모방한 이탈리아극을 수입·소개했다.
에티엔 조델(1532-73)은 이 취지에 의거하여 1552년에 프랑수아 1세 앞에서 프랑스어로 된 최초의 비극 <사로잡힌 클레오파트라>를 상연토록 했다. 이 희곡은 문학사적인 면에서는 의미가 있으나 서정적인 영탄(詠嘆)이 많고 극행위가 없어 가치가 낮다고 하겠다.
한편 이와 병행하여 작극상의 법칙이 문제가 되어 아리스토텔레스의 <시학(詩學)>이나 세네카의 희곡에 근거를 두는 이론이 등장했다. 이탈리아에서 귀화한 스칼리제(Scaliger)는 비극의 정의나 합창을 다루는 법, 삼일치의 법칙 등에 대해 언급했으며, 시인이며 극작가인 장 드라 타이유(1540-1608)는 자기가 지은 성서비극 <분노하는 사울왕>의 서문에서 격렬한 줄거리를 배격하고 장소의 통일을 권장했다.
당시의 비극시인으로서는 가르니에(Garnier, 1544-90)가 뛰어났다. 그는 법조계에서 문학으로 옮긴 사람으로서 1568년부터 1583년까지 사이에 7편의 비극과 1편의 희비극을 쓴 바 있다. 세네카의 영향을 받아 격언적(格言的)인 대사를 도입하고, 긴 대사가 많은 등 문제가 있기는 했으나 차차로 내용이 충실해졌다. <유대 여자들>(1583)은 성서에서 취재한 비극으로서 서정적 비창미(悲愴美)가 풍부한 걸작이라고 하겠다. 그의 극은 16세기 말부터 17세기 초에 걸쳐 영국·프랑스의 두 나라에서 환영을 받았다. 이 밖에 경제학자인 몬크레티안(1575-1621)이 <스코틀랜드 여자>(1601)로 대표되는 서정적 비극을 시도했다는 것이 두드러지나 합창을 배제할 수 없었음은 16세기 비극의 서정성을 증명하는 것이라고 하겠다.

### 프랑스의 르네상스 희비극, 기타
희극 면에서는 역시 조델이 <유제이드>를 1553년에 발표하고 그레방(1538-70) 등의 <재무관(財務官)의 아내>(1558) 등이 상연되었음을 들 수 있겠다. 이러한 극의 비극·희극은 일반 민중보다 지식계급을 대상으로 했으나 그 가운데는 장 드 라 타이유의 <연적(戀敵)>이 성공작이라고 할 수 있겠다. 플로렌스 태생의 피에르 라리베이(1540?-1611?)는 로마의 아류인 이탈리아 희극을 번역하고, 소재면에서 훗날의 희극에 영향을 미쳤으나 문체는 조잡하기 이루 말할 수 없었다. 이탈리아계의 기교와 에스파냐풍의 공상이 뒤섞여 트래지코미디(喜悲劇)라는 계열을 낳았으며 라리베이의 희극도 이 계열에 가깝다고 하겠다.
가르니에의 <부라다망트>(1582)는 희비극의 걸작이라 하겠으며 1612년부터 20년에 걸쳐 몇몇 희극을 쓴 트로트레르에게도 희비극은 있다. 또한 목가극도 활발하여 몬크레티안도 1편(1602)을 쓴 바 있다. 이러한 희비극이나 목가극은 일반 관객도 동원할 수 있게 되었으나 합법칙적(合法則的) 비극은 16세기 후반부터 17세기 초기에 걸쳐 약 50편을 헤아리면서도 일반 대중의 환영을 받지 못했다. 민중은 여전히 이탈리아풍의 즉흥적 희극에 이끌렸으며 투퓨르팡, 그로=기욤, 타바랑 등 희극 명배우의 이름이 남아 있다. 파리에는 중세극 상연용의 부르고뉴 극장밖에는 상설극장이 없었으며 그 병렬무대는 합법칙적 연극보다도 자유분방하고 공상적인 희비극, 목가극에 적합했다. 플에이야드파(派)의 고전주의는 이와 같은 여러 방향으로 일탈한 뒤 1630년 전후에 고전극에의 복귀운동으로서 계승되는 것이다.